# Edoardo Mulargia
Edoardo Mulargia (Torpè, 10 de diciembre de 1925-Roma, 7 de septiembre de 2005) fue un director y guionista italiano.

## Biografía
Nacido en Torpè, Nuoro, Mulargia se licenció en Derecho, primero trabajó como periodista y luego dirigió numerosos cortometrajes científicos e industriales. Tras ser asistente de Pietro Germi y Luciano Emmer, en 1963 debutó en el largometraje con Le due leggi. Como director de cine, Mulargia se especializó en el género spaghetti western, en el que normalmente se le acreditaba como Tony Moore y Edward G. Muller. En la década de 1980 abandonó el cine para trabajar para la televisora RAI.

## Filmografía

### Director
- Le due leggi (1962)
- ¿Por qué seguir matando? (1965)
- Vete con Dios, gringo (1966)
- El hombre de Caracas (1967)
- Cjamango (1967)
- Non aspettare Django, spara (1967)
- Prega Dio... e scavati la fossa! (1968)
- Lesbo (1969)
- El Puro se sienta, espera y dispara (1969)
- Un amore oggi (1970)
- Shango, la pistola infallibile (1970)
- Rimase uno solo e fu la morte per tutti (1971)
- W Django! (1971)
- Al tropico del cancro (1972)
- La figliastra (Storia di corna e di passioni) (1976)
- Femmine infernali (1980)
- Orinoco - Prigioniere del sesso (1980)

### Guionista
- La grande vallata, dirigida por Angelo Dorigo (1961)
- Gli invincibili fratelli Maciste, dirigida por Roberto Mauri (1964)
- Il sole tornerà, dirigida por Ferdinando Merighi (1957)

### Director de fotografía
- El Puro se sienta, espera y dispara, dirigida por Mulargia bajo el seudónimo Edward G. Muller (1969)